# La Cristianità, ovvero l'Europa
Il saggio noto col nome La Cristianità, ovvero l'Europa fu scritto da Novalis nell'autunno del 1799 in un momento cruciale e drammatico della storia europea: Napoleone è tornato in Francia dalla spedizione in Egitto e sta per rovesciare il Direttorio; dopo la morte in esilio di Pio VI nessun Papa sedeva sul soglio pontificio; le potenze antifrancesi si stanno riorganizzando in vista di una nuova guerra.
Il saggio è interamente permeato dalla percezione di una crisi epocale: a ciò deve la sua struttura retorica e il tono simili ad un discorso. All'evocazione poetica del passato si accompagna la consapevolezza dell'urgenza storica del momento.

## Storia e contenuto
Quando Novalis lesse il testo, al circolo romantico di Jena lo stupore fu generale. Friedrich Schelling lo accolse malissimo, e Goethe, chiamato a dirimere la controversia sulla sua pubblicazione, espresse parere negativo. Fu questa la ragione per cui il saggio fu pubblicato in versione integrale solo nel 1826, pare su iniziativa dell'amico Friedrich Schlegel. Secondo Novalis, «nell'esposizione lo storico deve spesso diventare oratore», per questo non può fare a meno di uno sguardo profetico e anticipativo del futuro, dal quale deriva il carattere messianico dell'opera.
Il saggio può essere diviso in tre parti fondamentali: la "fiabesca" descrizione dei «tempi autenticamente cattolici» rappresentati dal Medioevo; la ricostruzione delle cause della crisi europea che portò alla Riforma protestante prima e alla Rivoluzione francese poi; e, infine, la "profezia" sulla rinascita dell'Europa nel segno di un cattolicesimo rinnovato. Le fasi della storia europea richiamate da Novalis non vanno considerate però in assoluta opposizione fra loro, come un lineare alternarsi di positività (Medioevo) e negatività (Riforma e Rivoluzione). Viceversa fra loro intercorre una dialettica caratterizzata da una costante oscillazione, tanto che l'epoca futura immaginata dal filosofo sorge proprio dai tratti decompositivi e disgreganti che lui attribuisce al razionalismo Illuminista.

## Testo critico
- Novalis, Schriften. Die Werke Friedrich von Hardenbergs. Hrsg. von P. Kluckhohn und R. Samuel unter Mitarb. von H.-J. Mähl und G. Schulz, 2., nach den Hss. erg., verb. und erw. Auf., Kohlhammer, Stuttgart 1960-1988, Bd. III, Das Philosophische Werk, II, 3. verb. Aufl. 1981, pp. 507-524.

## Edizioni italiane
- La cristianità ossia l'Europa, trad. di Ervino Pocar, Milano, 1991
- in Opera filosofica, 2 voll., a cura di Fabrizio Desideri e G. Moretti, Collana NUE, Einaudi, Torino, 1993, pp.591-609
- La Cristianità o Europa, testo tedesco a fronte, a cura di A. Reale, Milano, 2002